# Zwiesel Kristallglas
Die Zwiesel Kristallglas AG ist ein Kristallglashersteller mit Sitz in Zwiesel im Bayerischen Wald. Das Unternehmen bietet seine Produkte unter den Marken Zwiesel Glas, Schott Zwiesel und Jenaer Glas an.

## Geschichte

### Anfänge
Im Jahr 1872 gründete der Winterberger Händler und Unternehmer Anton Müller die Tafelglashütte Annathal. 1884 verkaufte Müller die Glashütte zusammen mit den Gebäuden und einer Grundfläche von insgesamt 3,045 Hektar für 36.000 Goldmark an die beiden Kölner Brüder Theodor und Gustav Tasche, die fortan unter Zwieseler Farbenglashütte Gebrüder Tasche firmierten. Im Volksmund wurde die Glashütte „Tascherl-Hütte“ genannt. In den Folgejahren entwickelte Gustav Tasche seine Kühlöfen weiter und meldete die neue Technik 1897 beim kaiserlichen Patentamt an (Patentschrift Nr. 95276, Klasse 32a Glas 29 vom 18. März 1897). Nach der Umwandlung des Unternehmens in eine Aktiengesellschaft im Jahr 1898 erweiterte die Tasche-Hütte ihre Kapazitäten und errichtete zu diesem Zweck ein neues Werk. Mit dem Erwerb eines Glaswerks in Pirna im Jahr 1899 erfolgte die Umbenennung in Vereinigte Zwieseler und Pirnaer Farbenglaswerke AG.

### 20. Jahrhundert
Im Zuge der Vergrößerung beteiligten sich die Vereinigte Zwieseler und Pirnaer Farbenglaswerke AG ab 1912 an der Tafel- und Farbenglaswerke GmbH in Zuckmantel (heute Pozorka, Ortsteil von Dubí). Der Beginn des Ersten Weltkriegs führte zunächst zu starken Umsatzeinbußen und schließlich zum Produktionsverbot bis 1921. Ab dem Jahr 1924 produzierten die Vereinigten Farbenglaswerke im Standort Zwiesel Hohlgläser als Basis für Trinkgläser. In den folgenden Jahren fiel infolge der Inflation das Hauptgeschäft Bau- und Industrieglas weg. In Folge wurde die Schott & Gen (kurz für Jenaer Glaswerke Schott & Gen) gegründet: Der Geschäftspartner Jenaer Glas übernahm 1927 die Aktienmehrheit.
1931 wurde die Flachglasherstellung eingestellt und nur noch Hohlglas hergestellt. In den folgenden Jahren hatte das Zwieseler Werk unter den allgemeinen wirtschaftlichen Schwierigkeiten sehr zu leiden, der Hauptaktionär musste mehrfach finanzielle Hilfe leisten. Sieben Jahre später konnte ein neues Fabrikgebäude erbaut werden. 1940 wurde der Firmenname in Vereinigte Farbenglaswerke AG geändert.
In den letzten Kriegsjahren wurde kriegsbedingt mit den Vorarbeiten begonnen, den Betrieb auf die Produktion von optischen Glas für Schott umzustellen. Nach dem Bombenangriff auf die Bahnlinie bei Zwiesel am 20. April 1945 musste der Betrieb eingestellt werden, weil weder Kohle noch Rohmaterialien beigeschafft werden konnten.
Ende 1945 kamen die ersten Jenaer Spezialkräfte über Heidenheim an der Brenz nach Zwiesel und begannen mit dem Ofenbau für die Herstellung von optischen Glas. Das Werk in Zwiesel war das einzige von ehemals fünf Betrieben, das dem Schott-Konzern unter seinem Leiter Erich Schott verblieben war. Die erste Schmelze der Glashütte erfolgte Pfingsten 1946.
Während des Zweiten Weltkrieges gingen die Werke in Pirna und Zuckmantel sowie das Stammwerk der Schott & Gen in Jena verloren. Im Jahr 1953 zogen die Jenaer Glaswerke mit ihrem Stammwerk nach Mainz und firmierten als Schott AG.
1961 erfolgte die vollautomatische Produktion von Kelchglas und stieß in der Gastronomie auf Nachfrage. 1970 produzierte das Unternehmen mit der Serie Neckar das erste maschinell geblasene Bleikristallglas.
Im Jahr 1973 entstand das Werk Regenwiese mit direkter Eisenbahnanbindung. Dort konnten ab 1984 auch erstmals größere Gegenstände wie Vasen oder Schalen maschinell gefertigt werden. Seit 1978 traf das Unternehmen verstärkt Vorkehrungen für den Umweltschutz. Diese führten 1991 schließlich zum Verzicht auf die Verarbeitung von Bleikristallen. Stattdessen entwickelte das Unternehmen, das inzwischen unter Schott-Zwiesel-Glaswerke AG firmierte, ein neues Kristallglas, das frei von Bleioxid ist.
1997 wurde ein Zweigwerk in Husinec (Tschechien) errichtet. Im Jahr 2002 wurde dieses durch ein schweres Hochwasser zerstört.

### 21. Jahrhundert
Im Jahr 2001 übernahm die Table Top Alliance AG mittels eines Management-Buy-outs unter Führung der beiden Manager Robert Hartel und Andreas Buske die Mehrheitsbeteiligung an der Schott Zwiesel AG.
Ein Jahr darauf wurde das Tritan-Kristallglas entwickelt. In dem neuen Herstellungsverfahren entstand ein spülmaschinen- und bruchfestes Kristallglas mit besonderer Oberflächenhärte. Das Unternehmen gründete neue Vertriebsgesellschaften in Spanien. 2003 kam eine Vertriebsgesellschaft in Japan und 2004 zwei weitere in China und den USA hinzu.
Aus der Schott Zwiesel AG wurde im Jahr 2005 die Zwiesel Kristallglas AG. Das Unternehmen führte im gleichen Jahr die Marke Zwiesel 1872 ein, unter der alle Manufaktur-Artikel vermarktet wurden. Ein Jahr später erwarb die Zwiesel Kristallglas AG die Rechte an der Marke Jenaer Glas. Ab 2007 fertigte das Unternehmen neben Produkten der Marken Schott Zwiesel und Zwiesel 1872 auch hitzebeständige Borosilikatglas-Produkte unter der Marke Jenaer Glas.

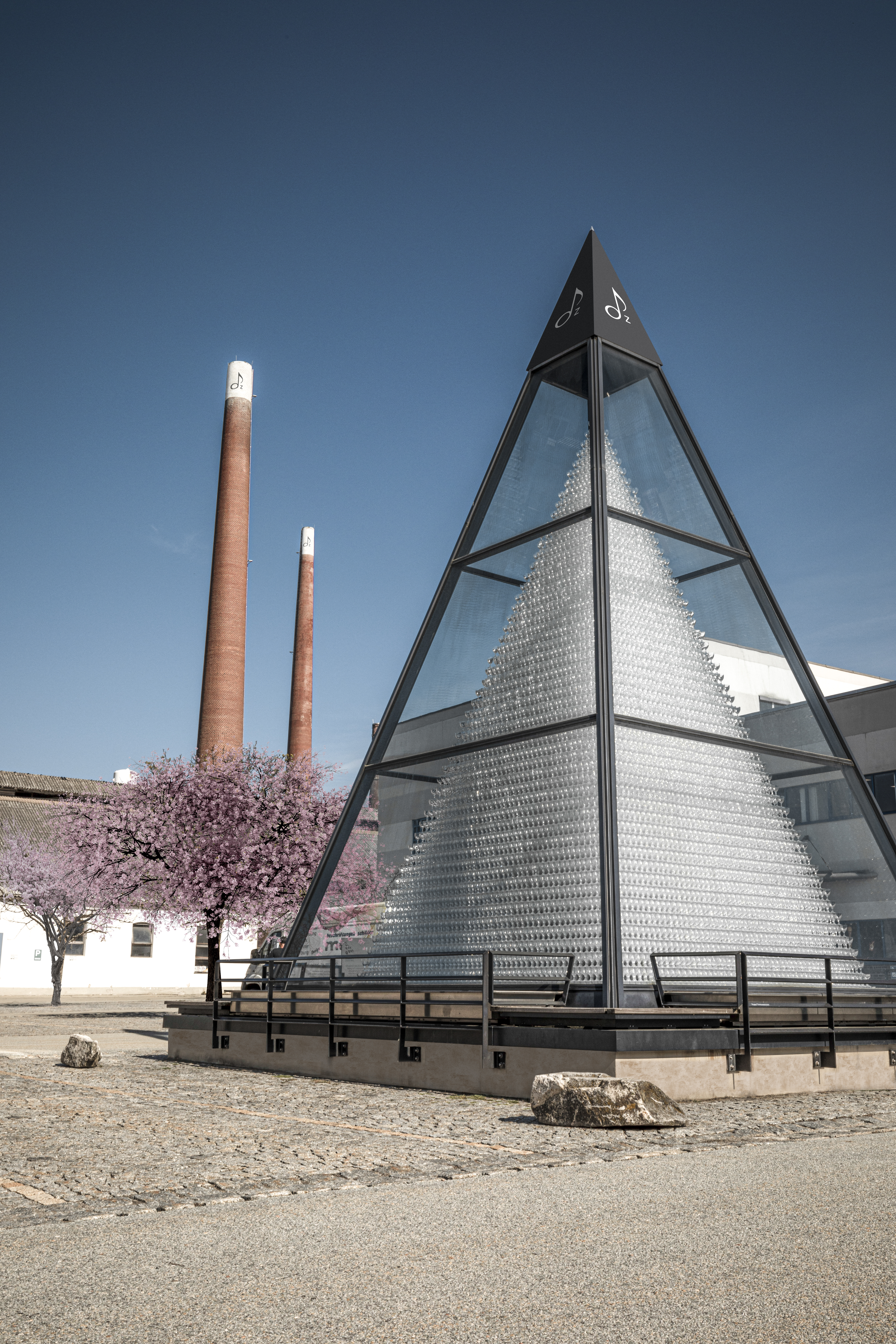
Glaspyramide vor dem Werksverkauf von Zwiesel

Am 25. Mai 2007 wurde vor dem Werksverkauf des Unternehmens die Zwieseler Kristallglas-Pyramide errichtet. Dafür wurden auf 65 Ebenen 93.665 Weingläser der Serie Neckar ohne Verwendung von Klebstoff aufeinandergestapelt. Mit einer Höhe von mehr als acht Metern und einem Gesamtgewicht von über elf Tonnen hält der Bau seit seiner Errichtung den Weltrekord als „höchste Kristallglas-Pyramide der Welt“. Innerhalb weniger Jahre hat sich die Pyramide als Wahrzeichen der Stadt Zwiesel etabliert und zu einem Anziehungspunkt für Touristen und Besucher entwickelt. Im Rahmen des zehnten Geburtstags wurden 2017 auch kleinere Varianten der Pyramide, bestehend aus 1.496 Bar Special-Martinigläsern der Marke Schott Zwiesel, unter anderem in Paris und Flensburg aufgebaut.
Im Jahr 2008 entstand eine Vertriebsgesellschaft in Shanghai. 2010 wurde eine dritte Glasschmelzwanne in Betrieb genommen und die Oxyfuel-Technologie eingesetzt. 2011 eröffnete das Unternehmen eine Niederlassung in Mumbai (Indien).
Im Jahr 2012 wurde die Produktion auf die Oxyfuel-Schmelzwannentechnologie umgestellt.
Der reine Sauerstoff, der hierfür benötigt wird, wird durch eine neue, vor Ort installierte Luftzerlegungsanlage gewonnen. Dadurch reduziert sich der Energieverbrauch um ca. 30 Prozent gegenüber einer konventionell betriebenen Feuerung mit Luft. Gleichzeitig werden Kohlendioxidausstoß und Stickoxidemissionen deutlich reduziert. Als eine Weiterentwicklung der Tritan-Technologie präsentierte die Zwiesel Kristallglas AG im gleichen Jahr Tritan Glass Protect, eine vergütete Stieloberfläche, die Kratzer auf den Gläsern verhindern und die Bruchfestigkeit und Widerstandsfähigkeit von Stielgläsern steigern soll.
Am 1. Oktober 2015 wurde Andreas Buske Alleineigentümer und Vorstand des Unternehmens.

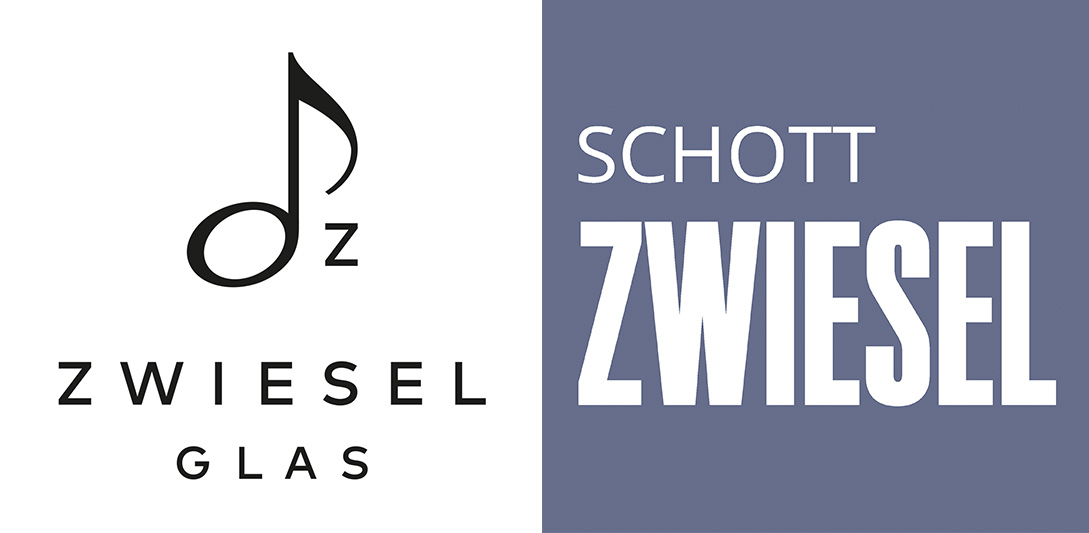
Logo der Dachmarke Zwiesel Glas und Logo der Marke Schott Zwiesel

2020 enthüllte das Unternehmen seine neue Dachmarke Zwiesel Glas, welche die Marken Zwiesel 1872 und Schott Zwiesel repräsentieren soll. Für die neue Markenstrategie wurde das Unternehmen zweifach mit dem German Brand Award ausgezeichnet.
Im Oktober 2022 schlossen sich die Zwiesel Kristallglas AG und die Fortessa Tableware Solutions, LCC nach knapp 20-jähriger Kooperation zusammen. Unter der gemeinsamen Marke bieten die beiden Unternehmen Glas, Porzellan und Besteck an.

### Niederlassungen
- Hungarian Table Top Kft., Halimba (Produktion)
- Barcelona, Spanien (Vertrieb)
- Shanghai, China (Vertrieb)
- Tokio, Japan (Vertrieb)
- USA, Fortessa Tableware Solutions (Vertrieb)
- Mumbai, Indien (Vertrieb)

Derzeit sind weltweit ca. 620 Mitarbeiter beschäftigt.

### Auszeichnungen (Auswahl)
- 2007: Top 100 des Innovations-Wettbewerbs[31]
- 2008: Bayerischer Gründerpreis in der Kategorie Nachfolge[32]
- 2010: Best of Award für nachhaltige Unternehmensführung[33]
- 2010: Auszeichnung der Marke Schott Zwiesel als Marke des Jahrhunderts[34]
- 2010: Auszeichnung der Marke Schott Zwiesel im Lexikon der deutschen Weltmarktführer[35]
- 2010/2011: Auszeichnung Zweitbester Partner des Fachhandels
- 2012: Rang 3 der Top-Gastronomiemarken (Studie Biesalski & Company) und Zeitschrift Markenartikel[36][37]
- 2017, 2018, 2020, 2021, 2022: Weltmarktführer 2017 Champion, Weltmarktführer 2018 Champion, Weltmarktführer 2020 Champion,[38] Weltmarktführer 2021 Champion,[39] Global Market Leader 2022 Champion[40] – Kristallglaserei für gehobene Hotellerie und Gastronomie (Auszeichnung der Wirtschaftswoche, Akademie Deutscher Weltmarktführer (ADWM) und Universität St. Gallen)
- 2017: Top Unternehmen Niederbayern[41]
- 2017: Arberland Premium Gold[41]
- 2021: German Brand Award in Gold in den Kategorien „Excellence in Brand Strategy and Creation – Brand Strategy“ und „Excellent Brands – Kitchen & Household Appliances“[42]
- 2022: German Brand Award als Gewinner in den Kategorien „Excellence in Brand Strategy and Creation – Brand Experience of the year“ und „Excellence in Brand Strategy and Creation - Brand Communication - Movies, Commercials & Virals“[43]
- 2023: Life & Living Award mit Fokus auf Produkte und Dienstleistungen im häuslichen Umfeld[44]
- 2023: German Brand Award als Winner in der Kategorie „Excellent Brands - Interior & Living“[45]

## Produkte
Das Sortiment von Zwiesel Glas umfasst neben handgemachten Produkten auch maschinengefertigte Serien. Es bestehen Designkooperationen mit Sommeliers, Winzern und internationalen Spitzenköchen.
Durch das Tritan-Kristallglas mit Triphenylmethan und ohne Blei- oder Bariumoxid sollen die Gläser von Zwiesel Glas und Schott Zwiesel über eine hohe Brillanz und Bruch- und Spülmaschinenfestigkeit verfügen. Ca. 50 % jedes Glases besteht aus recyceltem Tritan-Kristallglas.

### Produktauszeichnungen (Auswahl)
- 2006: Red Dot Design Award für die Glasserie The First von Zwiesel 1872[17]
- 2012: Deco Award für die Serie Hommage by Charles Schumann von Zwiesel 1872[50]
- 2012: Deco Award für die Serie Spots Neo von Schott Zwiesel[50]
- 2013: Interior Innovation Award für die Serie Wine Classics von Zwiesel 1872[51]
- 2015: Red Dot Design Award für Vasen, Schalen und Windlichter der Serie Diamonds von Zwiesel 1872[52]
- 2016: Mundgeblasene Serie Air Sense von Zwiesel 1872 als Testsieger beim Vinum-Profipanel gekürt[53]
- 2017: Design Plus – Ethical Desgin-Preis für die Serie Finesse von Schott Zwiesel[54]
- 2018: Iconic Award für Iconics von Zwiesel 1872[55]
- 2018: iF Design Award für die Serie Simpliyfy von Zwiesel 1872[56]
- 2018: Red Dot Award für die Serie Tower von Schott Zwiesel[57]
- 2019: German Design Award Winner für die Serie Vivid Senses von Zwiesel Glas[58]
- 2020: iF Design Award für die Serie Vervino von Zwiesel Glas[59]
- 2021: iF Design Award für die Serie Glamorous von Zwiesel Glas[60]
- 2021: Red Dot Winner für die Serie Fortune von Zwiesel Glas[61]
- 2023: ICONIC AWARDS: Innovative Interior für das Design der Serie Ink als „Winner“ in der Kategorie Produktdesign – Küche und Haushalt[62]